# Radar além do horizonte

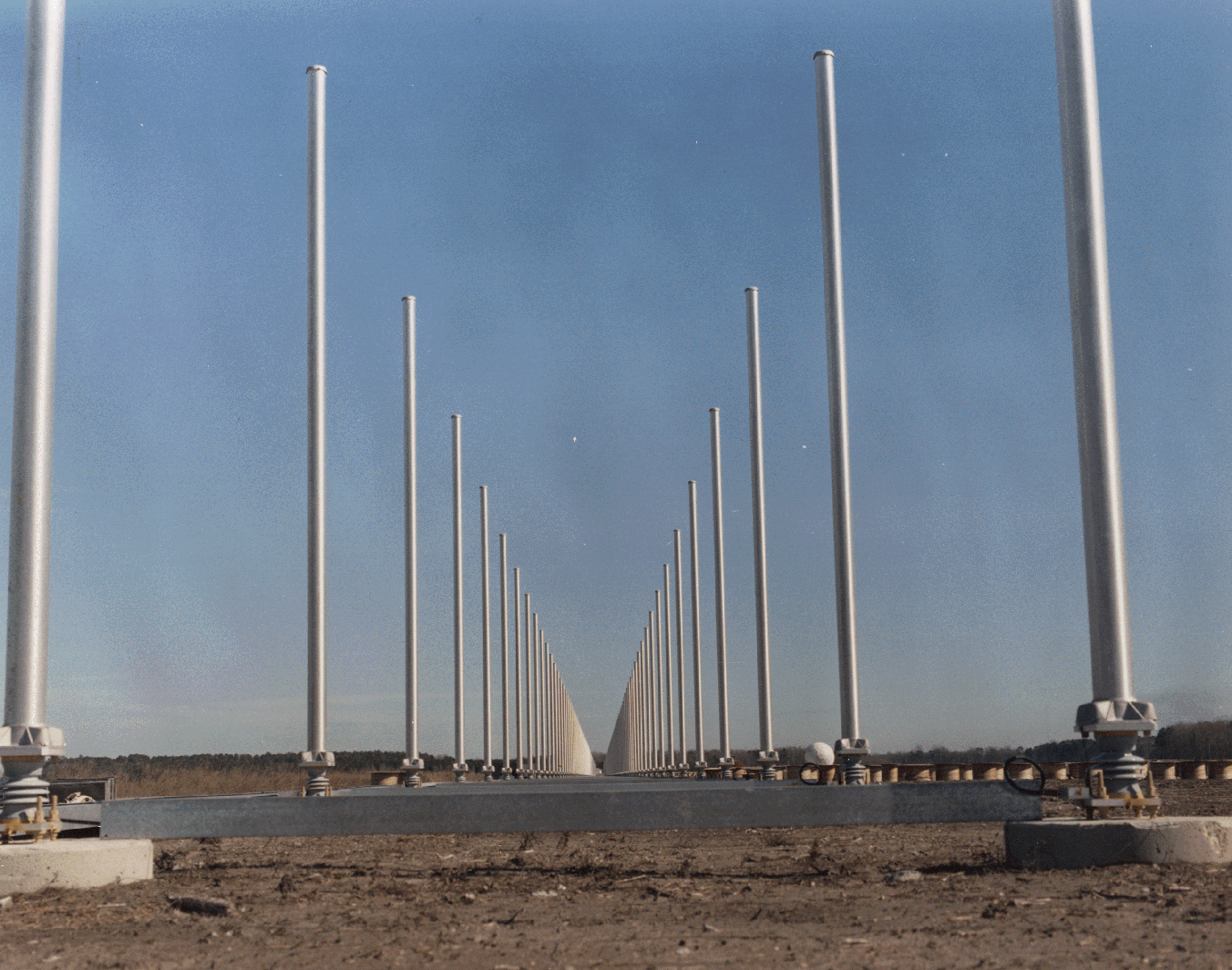
Estação de radar realocável Over-the-Horizon da Marinha dos EUA

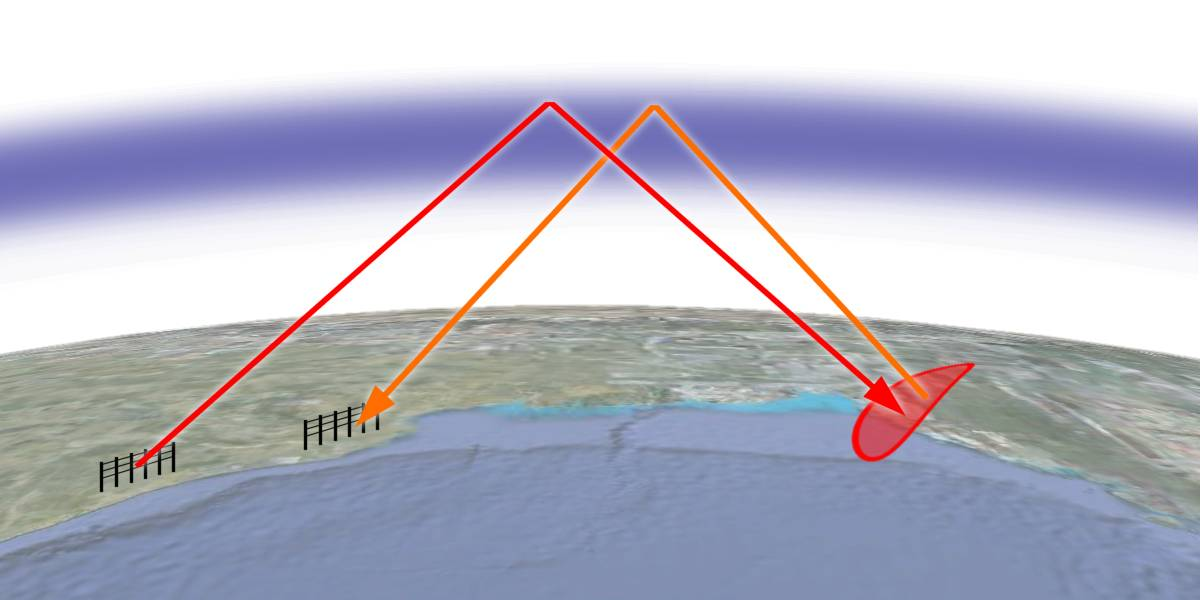
Como funciona um radar OTH de propagação ionosférica: Um poderoso sinal de ondas curtas de uma grande antena transmissora (à esquerda) atinge um alvo além do horizonte por meio da refração na ionosfera, e o sinal de eco do alvo (à direita) retorna à antena recetora pela mesma rota. Na prática, os feixes estão muito mais próximos do horizonte do que mostrado aqui.

Um radar além do horizonte (em inglês: over-the-horizon radar ou OTH), é um tipo de sistema de radar com a capacidade de detetar alvos em distâncias muito longas, normalmente centenas a milhares de quilómetros, além do horizonte do radar, que é o limite de distância para radares comuns. Vários sistemas de radar OTH foram implantados a partir das décadas de 1950 e 1960 como parte dos sistemas de radar de alerta precoce, mas os sistemas de alerta antecipado aerotransportados geralmente substituíram-nos. Os radares OTH têm retornado recentemente, pois a necessidade de rastreamento preciso de longo alcance tornou-se menos importante desde o fim da Guerra Fria, e radares terrestres mais baratos estão a ser considerados novamente para funções como reconhecimento marítimo e repressão às drogas.
A frequência das ondas de rádio utilizadas pela maioria dos radares, na forma de micro-ondas, propaga-se em linha reta. Isto geralmente limita o alcance de deteção dos sistemas de radar a objetos no seu horizonte (geralmente chamado de "linha de visão", já que a aeronave deve estar pelo menos teoricamente visível para uma pessoa no local e na elevação do transmissor do radar) devido à curvatura da Terra. Por exemplo, um radar montado no topo de um mastro de 10 metros, o mastro tem um alcance até o horizonte de cerca de 13 quilómetros, considerando os efeitos da refração atmosférica. Se o alvo estiver acima da superfície, esse alcance será aumentado de acordo, portanto, um alvo a 10 metros de altura pode ser detetado pelo mesmo radar a 26 quilómetros . Colocar a antena numa montanha alta pode aumentar um pouco o alcance; mas, em geral, é impraticável construir sistemas de radar com alcances de linha de visão além de algumas centenas de quilómetros. 
Os radares OTH usam várias técnicas para ver além desse limite. Duas técnicas são mais comumente usadas; sistemas de ondas curtas que refratam os seus sinais da ionosfera para deteção de longo alcance,  e sistemas de ondas de superfície, que usam ondas de rádio de baixa frequência que, devido à difração, seguem a curvatura da Terra para alcançar além do horizonte. Estes sistemas alcançam alcances de deteção da ordem de cem quilómetros a partir de pequenas instalações de radar convencionais. Eles podem escanear uma série de altas frequências usando um transmissor chirp.

### Sistemas Skywave

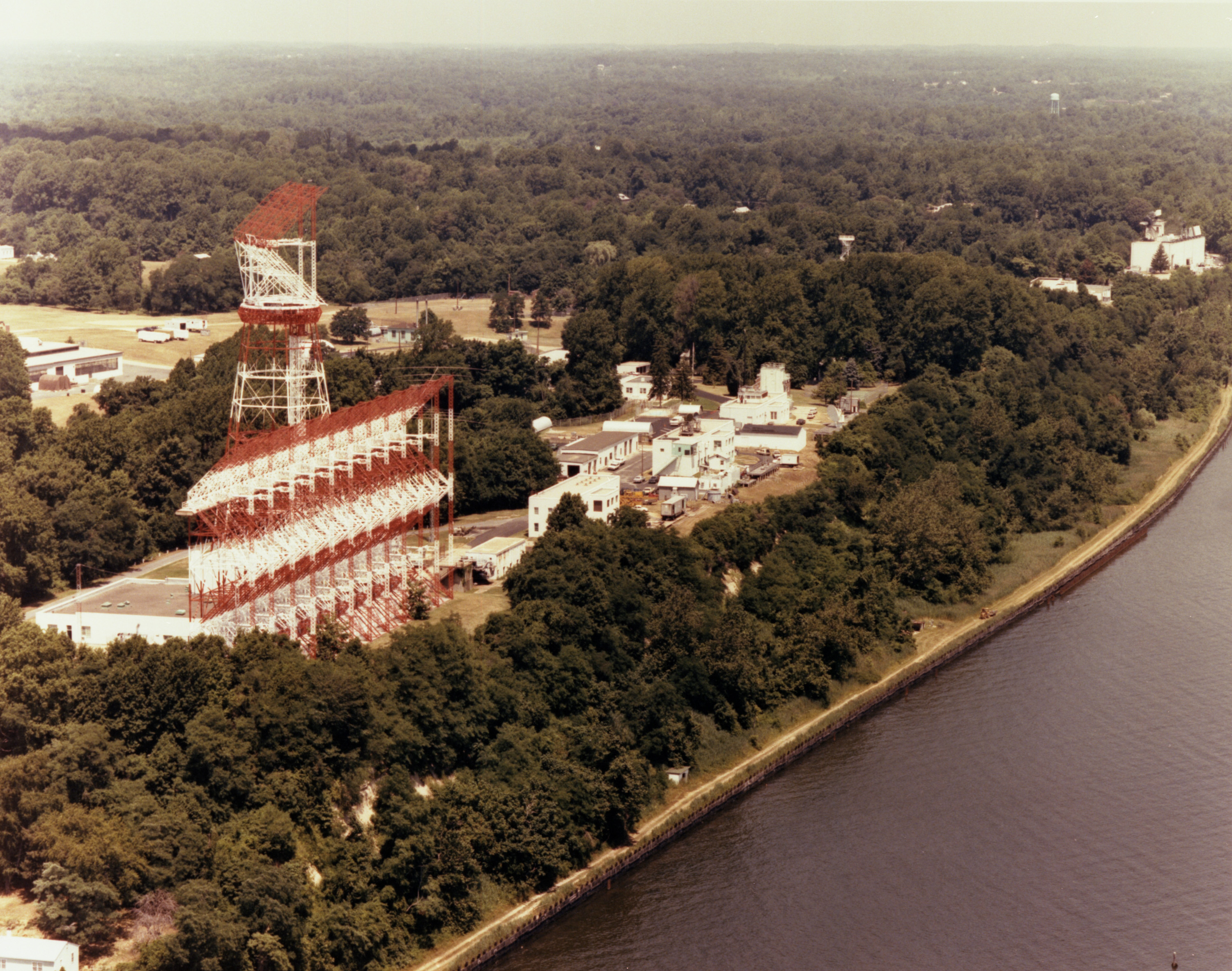
Radar MADRE além do horizonte no Destacamento da Baía de Chesapeake da NRL

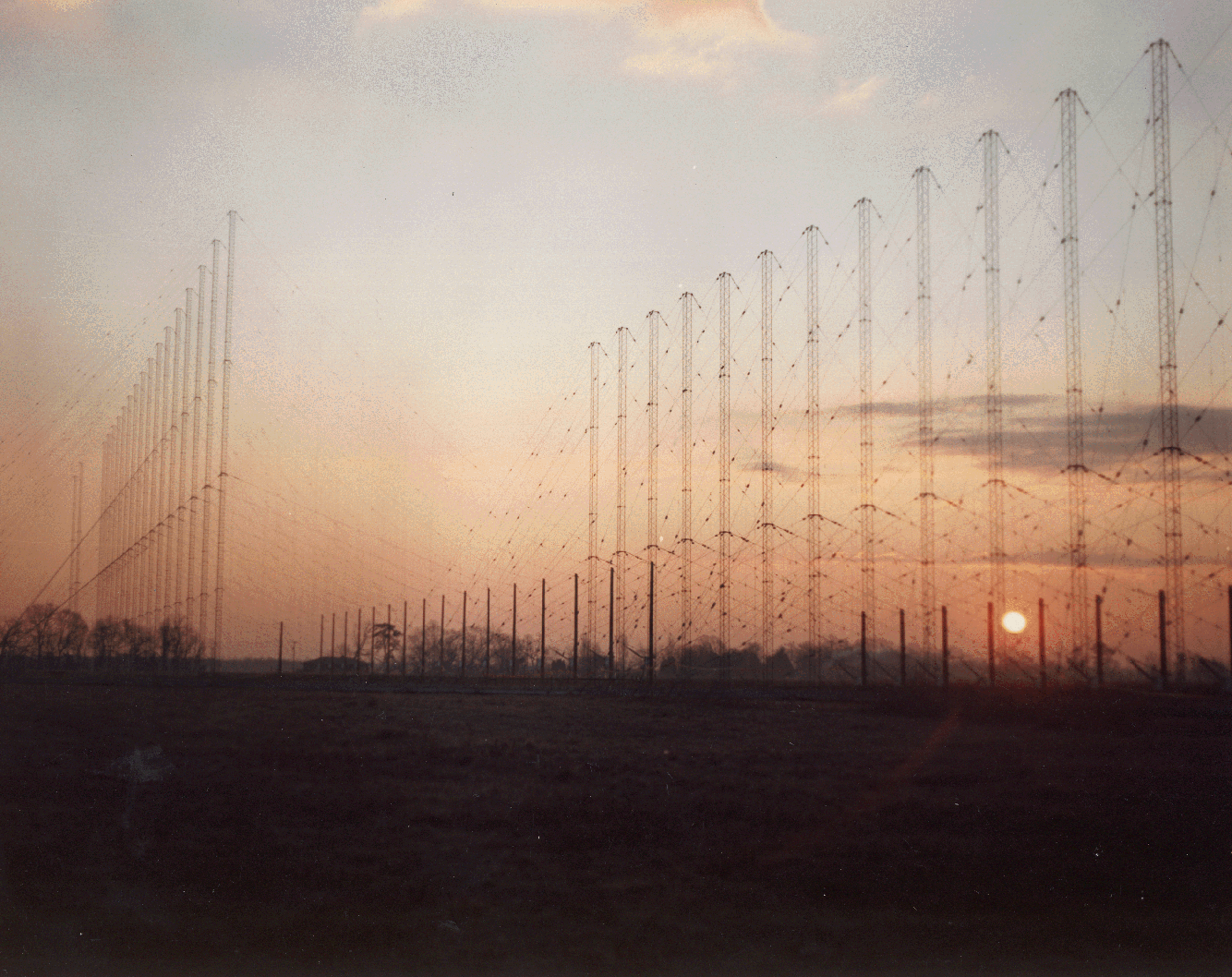
Estação de radar realocável Over-the-Horizon da Marinha dos EUA

O tipo mais comum de radar OTH, OTH-B (retrodispersão), utiliza propagação de propagação ionosférica ou "skip", na qual ondas de rádio de ondas curtas são refratadas numa camada ionizada na atmosfera, a ionosfera, e retornam à Terra a alguma distância. Uma pequena quantidade deste sinal será espalhada de alvos desejados de volta para o céu, refratada na ionosfera novamente e retornará à antena recetora pelo mesmo caminho. Apenas uma faixa de frequências exibe regularmente este comportamento: a parte de alta frequência (HF) ou onda curta do espectro de 3 a 30 MHz. A melhor frequência a ser usada depende das condições da atmosfera e do ciclo das manchas solares. Por estas razões, os sistemas que usam propagação ionosférica normalmente empregam monitorização em tempo real da receção de sinais retrodispersos para ajustar continuamente a frequência do sinal transmitido. 
A resolução de qualquer radar depende da largura do feixe e do alcance até o alvo. Por exemplo: um radar com uma largura do feixe de 1 grau e um alvo a 120 quilómetros de distância mostrará o alvo como com 2 quilómetros de largura. Para produzir um feixe de 1 grau nas frequências mais comuns, é necessária uma antena de 1,5 quilóemtros de largura. Devido à física do processo de refração, a precisão real é ainda menor, com resolução de alcance da ordem de 20 a 40 quilóemtros e precisão de direção de 2 to 4 kilometres (1,2–2,5 mi) sendo sugerido. Mesmo com uma precisão de 2 quilómetros é útil apenas para alertas precoces, não para disparos de armas. 
Outro problema é que o processo de refração é altamente dependente do ângulo entre o sinal e a ionosfera e geralmente é limitado a cerca de 2–4 graus do horizonte local. Produzir um feixe neste ângulo geralmente requer enormes conjuntos de antenas e um solo altamente refletivo ao longo do caminho em que o sinal está sendo enviado, frequentemente reforçado pela instalação de telas de malha de arame que se estendem por até 3 quilómetros à frente da antena.  Os sistemas OTH são, portanto, muito caros de construir e essencialmente imóveis.
Dadas as perdas em cada refração, este sinal de "retrodispersão" é extremamente pequeno, o que é um dos motivos pelos quais os radares OTH não eram práticos até a década de 1960, quando os amplificadores de ruído extremamente baixo estavam a ser projetados pela primeira vez. Como o sinal refratado do solo, ou do mar, será muito grande em comparação com o sinal refratado de um "alvo", algum sistema precisa de ser usado para distinguir os alvos do ruído de fundo. A maneira mais fácil de fazer isso é usar o efeito Doppler, que usa a mudança de frequência criada por objetos em movimento para medir a sua velocidade. Ao filtrar todo o sinal de retrodispersão próximo à frequência original transmitida, os alvos em movimento tornam-se visíveis. Mesmo um pequeno movimento pode ser visto usando este processo, em velocidades tão baixas quanto 1,5 knots (2,8 km/h) . 
Este conceito básico é usado em quase todos os radares modernos, mas no caso de sistemas OTH torna-se consideravelmente mais complexo devido a efeitos semelhantes introduzidos pelo movimento da ionosfera. A maioria dos sistemas utiliza um segundo transmissor transmitindo diretamente para a ionosfera para medir o seu movimento e ajustar os retornos do radar principal em tempo real. Isto exigia o uso de computadores, outra razão pela qual os sistemas OTH não se tornaram verdadeiramente práticos até a década de 1960, com a introdução de sistemas de estado sólido de alto desempenho. 

### Sistemas de ondas de superfície
Um segundo tipo de radar OTH, conhecido como OTH-SW (onda de superfície), usa frequências muito mais baixas, nas bandas de ondas longas . Ondas de rádio nestas frequências podem difratar em torno de obstáculos e seguir o contorno curvo da Terra, viajando além do horizonte. Ecos refletidos no alvo retornam ao local do transmissor pelo mesmo caminho. Essas ondas de superfície têm o maior alcance sobre o mar. Como os sistemas ionosféricos de alta frequência, o sinal recebido destes sistemas de ondas terrestres é muito baixo e exige eletrónicos extremamente sensíveis. Como esTes sinais viajam perto da superfície e frequências mais baixas produzem resoluções mais baixas, os sistemas de baixa frequência são geralmente usados para rastrear navios, em vez de aeronaves. No entanto, o uso de técnicas biestáticas e processamento de computador pode produzir resoluções mais altas e tem sido usado a partir da década de 1990.

### Limitações
O clutter de radar pode degradar a capacidade do OTH de detetar alvos. Esta clutter pode ser causado por fenómenos atmosféricos, como perturbações na ionosfera causadas por tempestades geomagnéticas ou outros eventos climáticos espaciais. Este fenômeno é especialmente aparente perto dos polos geomagnéticos, onde a ação do vento solar na magnetosfera terrestre produz padrões de convecção no plasma ionosférico.

## História
Sabe-se que engenheiros da União Soviética desenvolveram o que parece ser o primeiro sistema OTH operacional em 1949, chamado "Veyer". No entanto, poucas informações sobre este sistema estão disponíveis em fontes ocidentais, e nenhum detalhe sobre a sua operação é conhecido. Sabe-se que nenhuma investigação adicional foi realizada por equipes soviéticas até as décadas de 1960 e 1970. 
Grande parte da pnvestegação isquisa inicial sobre sistemas OTH eficazes foi realizada sob a de William J. Thaler no Laboratório de Pesquisa Naval dos Estados Unidos (NRL). O trabalho foi apelidado de "Projeto Teepee" (de "Projeto Thaler"). O seu primeiro sistema experimental, MUSIC (Multiple Storage, Integration, and Correlation), entrou em operação em 1955 e foi capaz de detetar lançamentos de foguetes a 600 milhas (970 km) de distância em Cabo Canaveral e explosões nucleares em Nevada a 1,700 milhas (2,736 km) .  Um sistema bastante melhorado, um banco de testes para um radar operacional, foi construído em 1961 como MADRE (Magnetic-Drum Radar Equipment) na Baía de Chesapeake. Ele detetou aeronaves a até 3.000 kilometres (1.900 mi) usando apenas 50 kW de energia transmitida.  
Como os nomes indicam, ambos os sistemas NRL dependiam da comparação de sinais retornados armazenados em tambores magnéticos. Numa tentativa de remover o clutter dos visores de radar, muitos sistemas de radar do final da guerra e do pós-guerra adicionaram uma linha de atraso acústico que armazenava o sinal recebido exatamente pelo tempo necessário para a chegada do próximo pulso de sinal. Ao adicionar o sinal recém-chegado a uma versão invertida dos sinais armazenados na linha de atraso, o sinal de saída incluía apenas as mudanças de um pulso para o próximo. Isto removia quaisquer reflexões estáticas, como colinas próximas ou outros objetos, deixando apenas os objetos em movimento, como aeronaves. Este conceito básico também funcionaria para um radar de longo alcance, mas tinha o problema de que uma linha de atraso precisava de ser dimensionada mecanicamente para a frequência de repetição de pulso do radar, ou PRF. Para uso em longo alcance, a PRF era muito longa para iniciar e deliberadamente alterada para fazer com que diferentes alcances aparecessem. Para esta função, a linha de atraso não era utilizável, e o tambor magnético, introduzido recentemente, fornecia um sistema de atraso variável conveniente e facilmente controlado.
Outro sistema OTH de ondas curtas pioneiro foi construído na Austrália no início da década de 1960. Consistia em várias antenas posicionadas a quatro comprimentos de onda de distância, permitindo que o sistema utilizasse a formação de feixes por deslocamento de fase para direcionar a sensibilidade e ajustá-la para cobrir Singapura, Calcutá e o Reino Unido. Este sistema consumia 25 milhas (40 km) de cabo elétrico no conjunto de antenas. 

## Sistemas

### Austrália

Cobertura oficial da Rede de Radar Operacional Jindalee da Austrália

Uma adição mais recente é a Rede de Radar Operacional Jindalee, desenvolvida pelo Departamento de Defesa Australiano em 1998 e concluída em 2000. A rede é operada pela Unidade de Vigilância por Radar nº 1 da Força Aérea Real Australiana. O Jindalee é um sistema de radar multiestático (recetor múltiplo) que utiliza OTH-B, permitindo-lhe capacidades tanto de longo alcance quanto antifurtividade. O seu alcance oficial é de 3.000 kilometres (1.900 mi), mas em 1997 o protótipo foi capaz de detetar lançamentos de mísseis pela China a mais de 5.500 kilometres (3.400 mi) de distância.
Jindalee usa 560 kW comparado com 1 MW do OTH-B dos Estados Unidos, mas oferece um alcance muito melhor do que o sistema dos EUA da década de 1980, devido à eletrónica e ao processamento de sinal consideravelmente melhorados.

### Brasil
O radar OTH 0100 é capaz de monitorizar embarcações a mais de 200 nautical miles (370 km; 230 mi) de distância da costa, excedendo a linha de visão direta dos radares convencionais.

### China
Existem relatos de que vários radares OTH-B e OTH-SW estão em operação na China. No entanto, a transmissão destes radares causa muita interferência a outros utilizadores licenciados internacionais.

Um conjunto OTH-B foi adicionado na Mongólia Interior após a implantação do THAAD na Coreia do Sul.

### Índia
A Índia desenvolveu uma variedade de radares de longo e curto alcance. Embora não possua um radar operacional além do horizonte no momento, o Radar de Rastreamento de Longo Alcance Swordfish, parte do sistema de defesa antimísseis indiano, tem um alcance máximo de 800 kilometres (500 mi) atualmente está a ser atualizado para 1.500 kilometres (930 mi) .
O LRDE da DRDO está a trabalhar num protótipo de radar OTH. O projeto do sistema já foi concluído e a previsão é de que um protótipo de OTH seja concluído até o final de 2021. O protótipo terá dois tipos diferentes de matrizes e determinará a melhor frequência a ser usada para rastrear objetos. Após os testes bem-sucedidos do sistema existente, espera-se que a Índia desenvolva um grande radar OTH baseado no mesmo projeto.

### Irão
O Irão está a trabalhar num radar OTH chamado Sepehr, com um alcance relatado de 3,000 kilometres (1,864 mi). Encontra-se atualmente operacional.

### União Soviética/Rússia

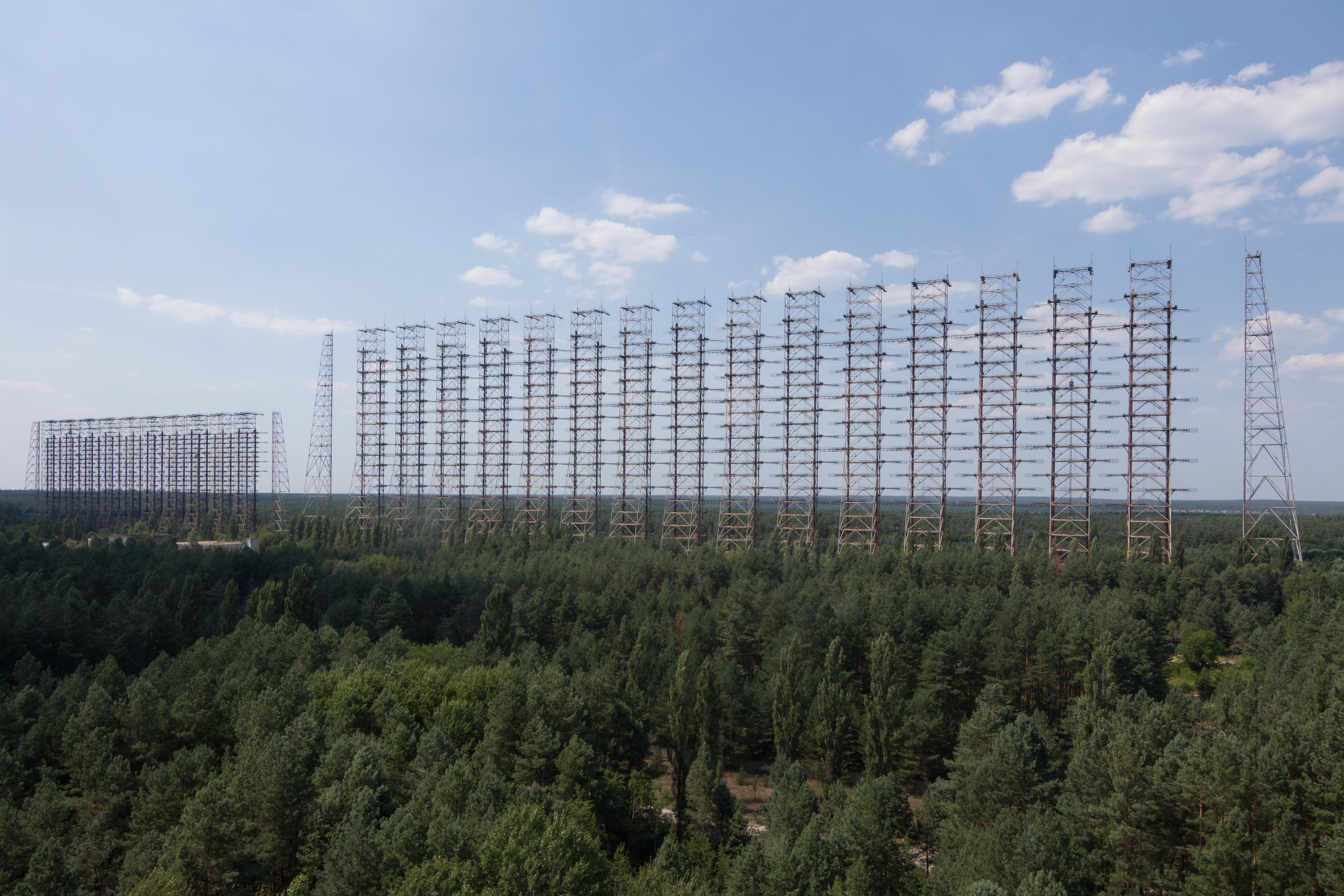
Conjunto de radar Duga, perto de Chernobyl

### EUA e Reino Unido

#### Reino Unido/EUA Cobra Mist
O primeiro desenvolvimento verdadeiramente operacional foi um sistema anglo-americano conhecido como Cobra Mist, cuja construção começou no final da década de 1960. O Cobra Mist utilizou um enorme transmissor de 10 MW e podia detetar aeronaves sobre o oeste da União Soviética a partir a sua localização em Suffolk. Quando os testes do sistema começaram em 1972, no entanto, uma fonte inesperada de ruído  tornou-o amplamente inutilizável. A fonte do ruído nunca foi identificada e o local foi abandonado em 1973.
Outros sistemas antigos do Reino Unido/EUA da mesma época incluem:
- uma instalação na RAF Akrotiri em Chipre e em Okinawa. [18] Cobra Shoe foi um radar Over The Horizon (Backscatter) (OTH-B) projetado pela RCA Corporation, projetado para monitorizar testes de mísseis balísticos no interior da União Soviética, instalado na Área da Base Soberana Ocidental (Akrotiri), Chipre.[19]
- o sistema de radar Sugar Tree.

#### Força Aérea dos EUA

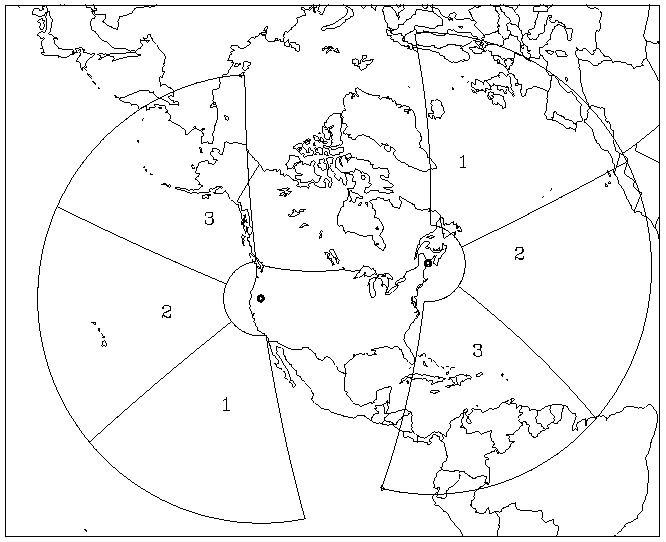
Cobertura OTH-B de estações no Maine e no Oregon

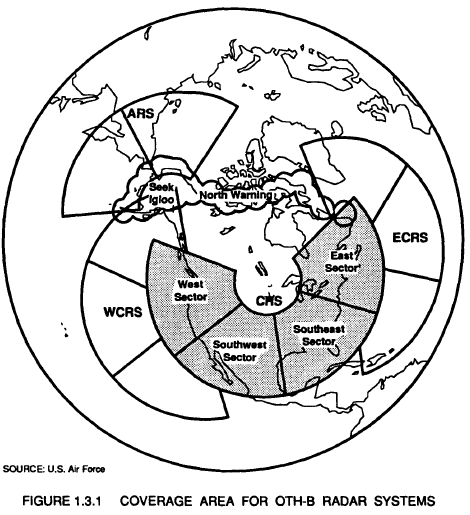
Áreas de cobertura adicionadas à cobertura OTH-B da Costa Leste e Oeste por um Sistema de Radar Central

#### Marinha dos EUA

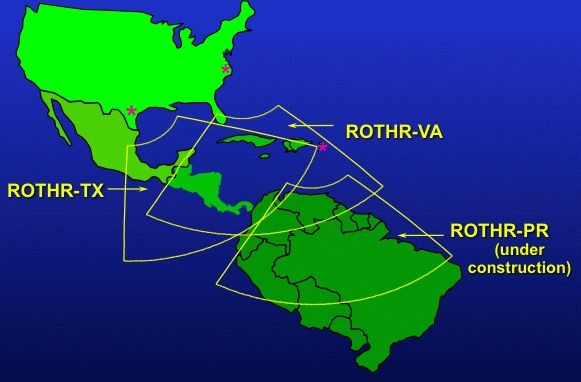
Cobertura das três estações ROTHR da Marinha dos EUA no Texas, Virgínia e Porto Rico

## Abordagens alternativas ao radar além do horizonte
Outra aplicação comum do radar OTH utiliza ondas de superfície, também conhecidas como ondas terrestres. As ondas terrestres fornecem o método de propagação para transmissões AM de ondas médias abaixo de 1,6 MHz e outras transmissões em frequências mais baixas. A propagação de ondas terrestres emite um sinal que decai rapidamente em distâncias crescentes sobre o solo, e muitas destas estações de transmissão têm alcance limitado. No entanto, a água do mar, com a sua alta condutividade, suporta ondas terrestres a distâncias de 100 kilometres (62 mi) ou mais. Este tipo de radar, OTH de onda de superfície, é usado para vigilância e opera mais comumente entre 4 e 20 MHz. Frequências mais baixas têm melhor propagação, mas pior reflexão de radar em alvos pequenos, portanto, geralmente há uma frequência ideal que depende do tipo de alvo.
Uma abordagem diferente para o radar over-the-horizon é usar ondas rastejantes ou ondas de superfície eletromagnéticas em frequências muito mais baixas. Ondas rastejantes são o espalhamento na parte traseira de um objeto devido à difração, que é a razão pela qual ambos os ouvidos podem ouvir um som num lado da cabeça, por exemplo, e foi como a comunicação inicial e a transmissão de rádio foram realizadas. No papel do radar, as ondas rastejantes em questão estão a difratar ao redor da Terra, embora o processamento do sinal retornado seja difícil. O desenvolvimento de tais sistemas tornou-se prático no final da década de 1980 devido ao rápido aumento do poder de processamento disponível. Tais sistemas são conhecidos como OTH-SW, para (do inglês "surface wave", em português: onda de superfície).

O primeiro sistema OTH-SW implantado parece ser um sistema soviético posicionado para monitorizar o tráfego no Mar do Japão. Um sistema mais novo foi usado recentemente para vigilância costeira no Canadá e agora está à venda pela Maerospace, A Austrália também implantou um radar de ondas de superfície de alta frequência. 